# Hatch (Nuovo Messico)
Hatch è un villaggio degli Stati Uniti d'America, situato nello stato del Nuovo Messico, nella contea di Doña Ana.